# 新長谷寺 (四国中央市)
新長谷寺（しんはせでら）は、愛媛県四国中央市寒川町にある寺院。宗派は高野山真言宗、本尊は十一面観音菩薩で、新四国曼荼羅霊場第27番札所。
御詠歌：初瀬より　ここによるべの　浜波に　ふかき縁の　あらわれにけり

## 概要・歴史

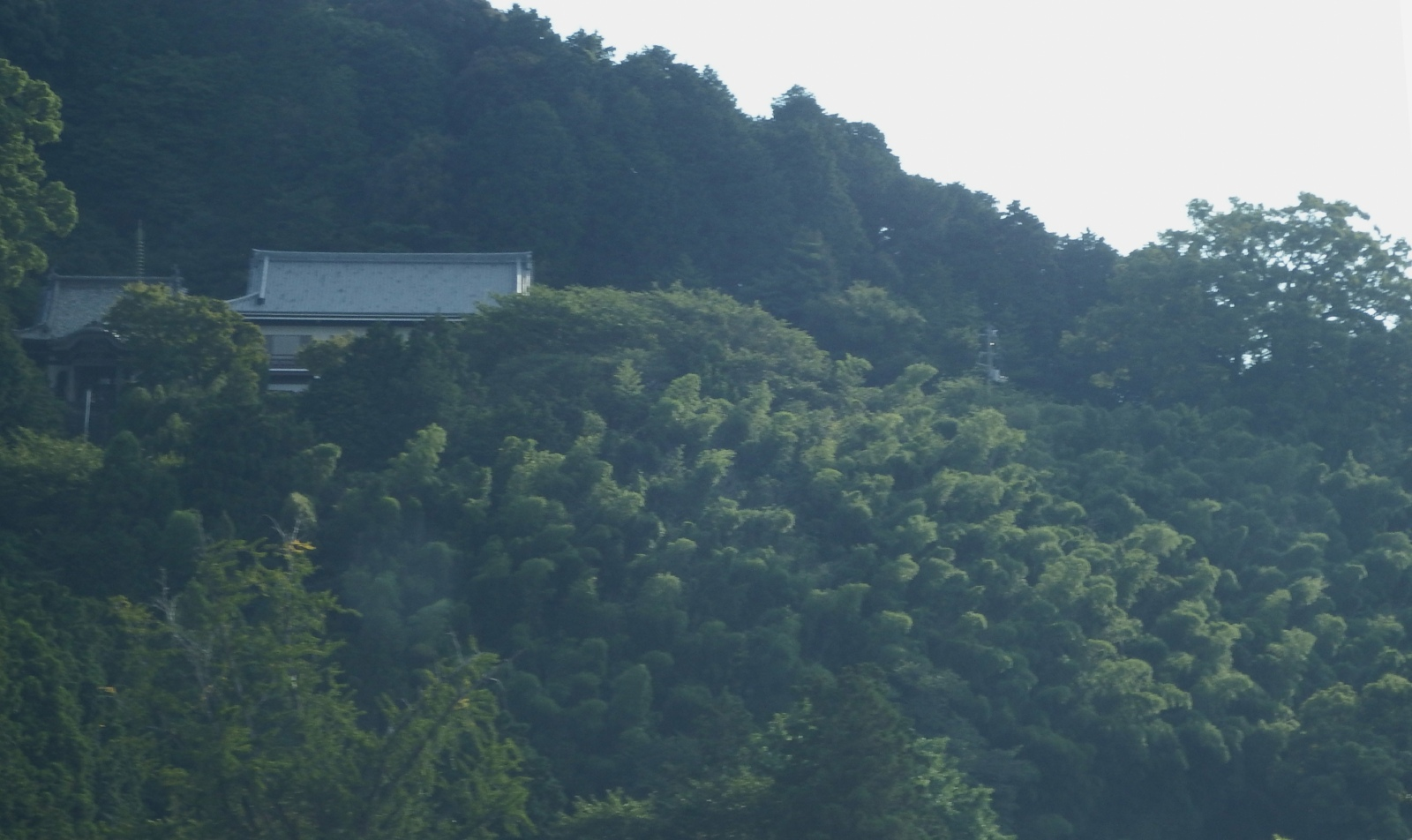
遠望

麓より225段の石段を上ると境内に至り、瀬戸内海燧灘が見渡せる絶景の山腹にあり、広い境内には四季の花々が楽しめ、松山自動車道下り線からも見ることができる山寺である。
聖武天皇の時代、奈良の長谷寺（西国8番）に安置すべき本尊を造刻に先立って、稽文会と稽首勲の二人の仏師により養老5年（714年）試みに像を造られた後、行基は浪花の浦より虚舟にその試し彫り仏（像高6尺2分）を乗せ「仏法有縁の地に至りて衆生を救済し給え」と流したところ、当地寒川の浜・黒岩に漂着し村人によって山腹に祀られた。その後、行基が四国巡錫の砌、偶然この地に来りて観音像を参拝すると以前自らが流したる尊像なりと念驚き感涙し、このことを宮中に奏上し勅命を受け、神亀6年（729年）立石大門から山腹に至る広大な寺域に堂塔伽藍を建立し、入仏開眼供養を行い、長谷寺に因み新長谷寺と称し隆盛を極めた。
しかし、度重なる山津波や天正13年の兵火などにより寺地は縮小するも、寛永12年（1635年）伽藍が再興されなお広大な寺地を有し、西条藩松平家の祈祷寺としても栄えた観音霊場である。
2024年3年22日より31日まで本尊十一面観音の33年ぶりの御開帳が本堂で行われ、同時に「新長谷寺藝術祭十一面」が境内各所で行われた。

## 境内

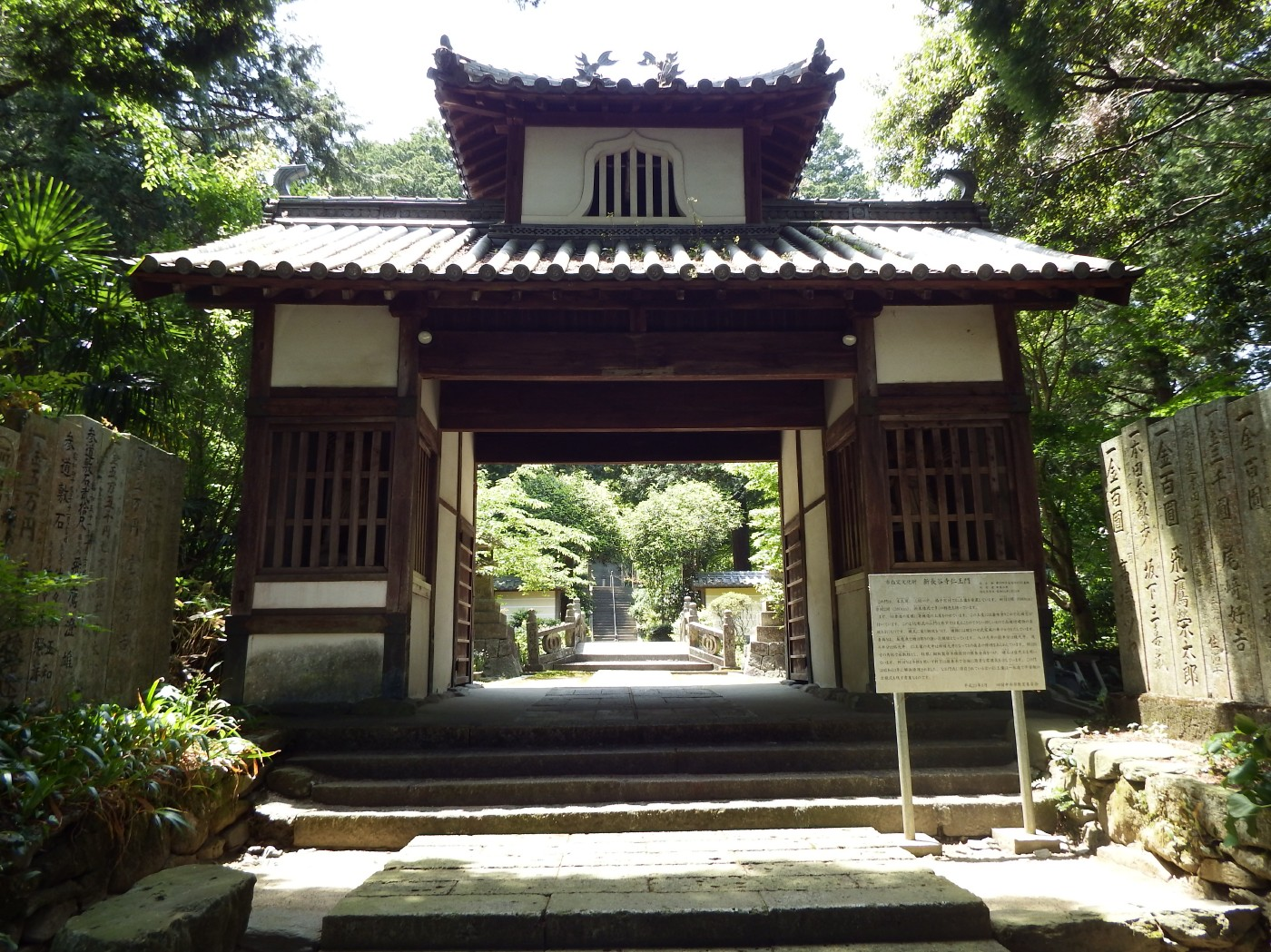
仁王門

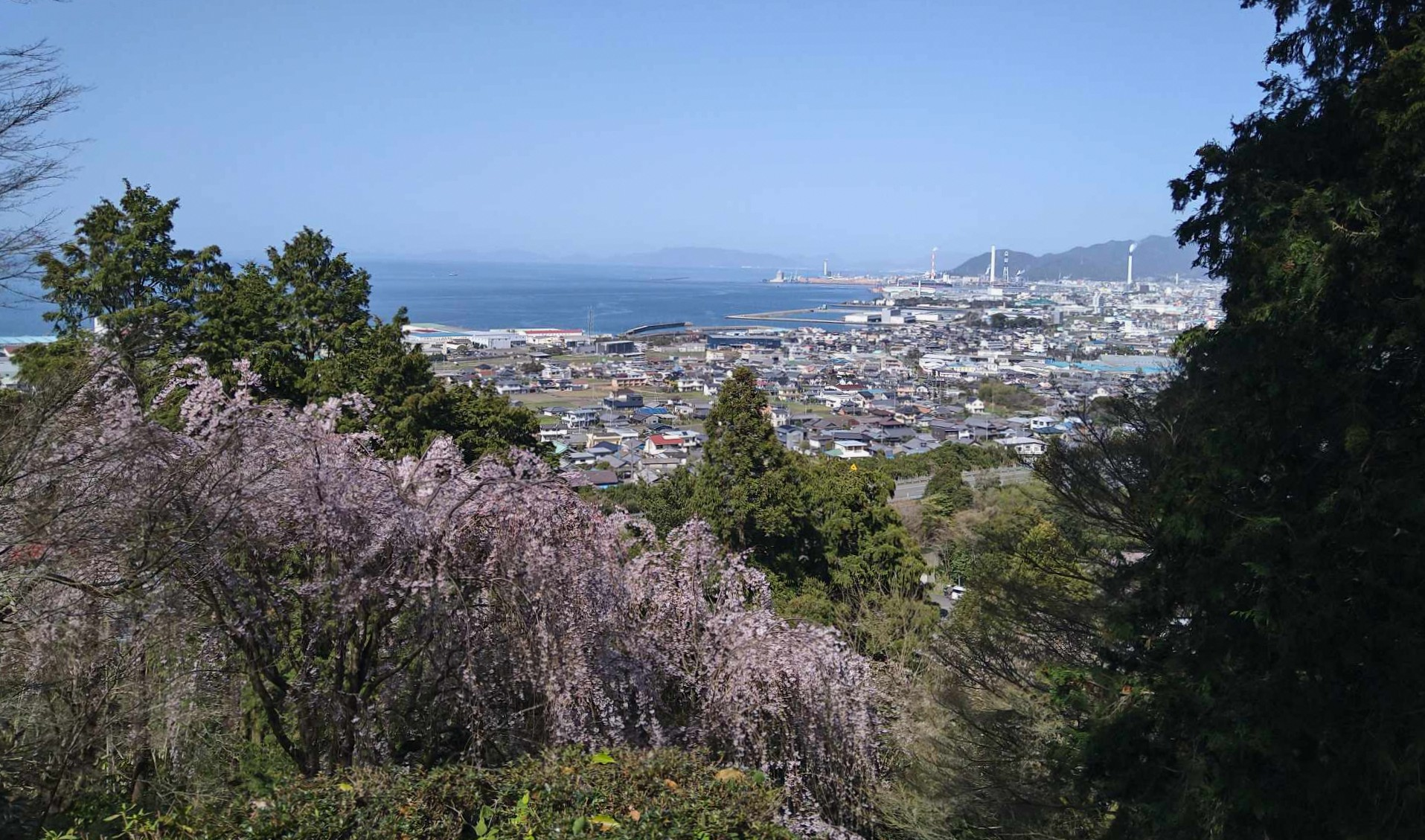
四国八景　本堂前より

- 大師堂
- 仁王門

石段
- 毘沙門堂

石段
- 本堂・宝物殿
- 護摩堂：不動明王立像
- 鐘楼堂
- 新四国八十八参道
- 客殿・本坊

## 文化財
四国中央市指定有形文化財
- 木造十一面観世音菩薩立像：本尊で秘仏33年に一度開帳。高さ約1.8mの寄木造で、船形光背は後世のもの。明治初期に補修され全身に金泥が施されているが、藤原末期作、721年（養老5年）長谷寺の本尊として試作された仏像を舟に乗せ海に流したものが、寒川の黒岩磯に漂着したものと伝えられている。1962年（昭和37年）4月1日指定
- 仁王門：江戸時代初期作、四鎮である社殿を移築したもので火頭窓を配した寄せ棟造、1979年（昭和54年）1月12日指定

## 交通案内
鉄道
- JR予讃線 伊予三島駅よりタクシーで約20分。

## 前後の札所
新四国曼荼羅霊場
26番 真観寺-- 27番 新長谷寺 -- 28番 三福寺